# Дюмериль, Андре-Мари
Андре-Мари-Констан Дюмериль (фр. André Marie Constant Duméril, 1 января 1774, Амьен, Франция — 14 августа 1860, Париж, Франция) — французский зоолог, профессор по кафедре амфибиологии и ихтиологии в Jardin des Plantes. Дюмериль являлся прозектором в Руане, после начальником анатомических работ в медицинской школе в Париже, профессором анатомии и патологии при медицинском факультете.
За время своих научных исследований классифицировал некоторые биологические виды.
Андре-Мари-Констан Дюмериль — отец другого известного биолога Огюста-Анри Дюмериля.

## Эпонимы
Таксоны животных, названные в честь Дюмериля:
- Acrantophis dumerili — Мадагаскарский удав Дюмериля
- Varanus dumerilii — Варан Дюмериля
- Callopora dumerili
- Cantherines dumerilii
- Luperina dumerilii
- Platynereis dumerilii
- Seriola dumerili
- Sphaeroma dumerilii
- Pterophyllum dumerilli (Скалярия Дюмерилля, или острорылая, или горбатая) = Pterophyllum scalare (скалярия)